# Biblioteca Nacional Pedro Henríquez Ureña
La Biblioteca Nacional Pedro Henríquez Ureña es la biblioteca nacional de la República Dominicana. Se trata del depósito legal y la biblioteca de derecho de autor de esa nación antillana. Fue inaugurada el 28 de febrero de 1971.
Posee miles de documentos y libros algunos de los cuales provienen de donaciones privadas, universidades, institutos, adquisiciones puntuales y donaciones de otros países.
Su sede en la ciudad de Santo Domingo es un edificio con salas multipropósito.

## Servicios
La Biblioteca Nacional Pedro Henríquez Ureña tiene diversos servicios:
• Procesos Técnicos: realiza las acciones necesarias para que la información que llega a la Biblioteca Nacional ya sea por canje, compra o donación tanto de la producción nacional como extranjera; se coloca a disposición de público en forma organizada y técnicamente preparada.
• Hemeroteca: permite el acceso a información histórica y actual de publicaciones periódicas nacionales y extranjeras, al igual que los periódicos nacionales.
• Referencia: ofrece orientación en la búsqueda de información rápida y actual en diccionarios, enciclopedias, atlas, catálogos, guías, etc.
• Circulación y Préstamos: 
Instancia donde los usuarios pueden solicitar en préstamo para la sala el material bibliográfico nacional y extranjero existente.
• Reservas: áreas exclusivas en la que se conservan y preservan ejemplares de la producción bibliográfica dominicana.
• Internet: Permite el acceso gratuito a las nuevas formas de comunicación e investigación mundial mediante la utilización de 10 computadoras.
• Videoteca: 7 unidades de video en forma simultánea, permite la consulta del material actualizado y en varios temas en este formato.
• Microfilmación: 
Cuenta con cinco unidades, las cuales permiten la consulta de los periódicos antiguos nacionales, de igual manera se realiza el proceso de microfilmación del material bibliográfico con que cuenta la Biblioteca Nacional.
• División de Servicios a Personas con Discapacidad (DISEPEDI):
Apoya las necesidades de información de personas no videntes, mediante la lectura en voz alta la grabación de material y la revista.
• Sala Infantil:
Realiza actividades en pro de la lectura e induce al conocimiento de la biblioteca a niños de 2 hasta 12 años.
• Extensión Cultural: 
Cuenta con dos Salas para eventos culturales, disponible al público que así lo requiere; una de ellas adecuada como sala de música.
• Reproducción:
Ofrece el servicio de fotocopias del material bibliográfico necesario para las actividades de investigación del público en general.
• Agencia Dominicana ISBN: 
Encargada de asignar el número internacional normalizado para libros ISBN a todos y cada uno de los títulos editados en República Dominicana.
• Base de datos: 
La Biblioteca Nacional posee 4 bases de datos desarrolladas en ISIS disponibles para consulta en las diferentes áreas de servicio.
• Binado: 
Mediante su consulta se puede encontrar el registro del material bibliográfico correspondiente a la bibliografía nacional editada en el país y fuera de éste.
• Libros: 
Datos correspondientes al material bibliográfico extranjero.
• Fondo:
Ofrece información relacionada con la bibliografía nacional de 1500 a 1899.
• Sala Infantil: 
Material existente en la Biblioteca Nacional destinado a niños de 2 hasta 12 años.
• Usuarios y Horarios:
Niños, jóvenes, adultos, profesionales, ancianos, amas de casa y el público en general, tiene acceso libre a la Biblioteca Nacional de lunes a viernes de 8:00 a. m. a 6:00 p. m. los sábados y domingos Cerrado.

## Membresías
• Pertenece a la Asociación de Bibliotecas Nacionales Iberoamericanas, ABINIA.
• La Biblioteca Nacional, forma parte como miembro constitucional de la Asociación de Bibliotecas Universitarias, de Investigación, e Institucionales del Caribe, ACURIL.
• Forma parte del Comité Ejecutivo del Centro Regional para el fomento del libro en América Latina y el Caribe, CERLALC.